# Esquema afín
En matemáticas se llama esquema afín a todo espacio anillado (SpecA, Ã ) donde A es un anillo y Ã es su haz de localizaciones homogéneas. Es una noción introducida por Alexander Grothendieck en la década de los 60. Los esquemas afines hacen el papel en geometría algebraica de los abiertos coordenados en geometría diferencial y son por tanto un análogo al caso local en ella.

## Haz de localizaciones homogéneas
Todo anillo A da un prehaz sobre su espectro Spec_A que en cada abierto básico "Ua" vale el localizado "Aa". El haz de anillos asociado "Â" se llama haz de localizaciones homogéneas de A